# Silvado (monitor)
Silvado foi um navio de guerra do tipo monitor encouraçado operado pela Armada Imperial Brasileira entre os anos 1866 e 1885. Teve sua quilha batida em 1864, sendo lançado em 1865 e comissionado em 1866. Seu nome original era Nemesis, mas tornou-se Silvado após sua aquisição pelo Brasil, que o renomeou em homenagem a Américo Brasílio Silvado, primeiro tenente morto a bordo do encouraçado Rio de Janeiro.
Na Guerra do Paraguai, participou da passagem de Curupaiti junto com Brasil (navio-capitânia), Tamandaré, Colombo, Mariz e Barros, Cabral, Barroso, Herval, Lima Barros, além dos navios Cuevas, Lindóia e Riachuelo, em uma operação que durou mais de duas horas e custou a vida de 25 homens, sendo que, no ano seguinte, voltou àquela localidade para realizar um bombardeio.
Também participou das operações durante a passagem de Humaitá, compondo a mesma divisão que agiu em Curupaiti. Após isso, defendeu os encouraçados Cabral e Lima Barros quando estes estavam sendo abordados pelos paraguaios vindos à canoa. Por fim, realizou a passagem de Angostura acompanhado pelo Bahia, Barroso e Tamandaré. Em meados de maio de 1869, apoiou as operações das tropas comandadas pelo brigadeiro-general José Antônio Corrêa da Câmara, em Villa del Rosario.

## Características gerais
Silvado tinha 66 metros de comprimento entre perpendiculares, tinha uma boca de catorze metros e calado máximo de 2,3 metros. Deslocava 1 370 toneladas e era equipado com um rostro. Sua tripulação consistia de 170 oficiais e praças. O navio tinha um par de motores a vapor de horizontais, cada um acionando um eixo de hélice. Os motores produziam um total de 950 cavalos de força e davam a Silvado uma velocidade máxima de dez nós (dezenove quilômetros por hora). Possuía três mastros e um gurupés.
Silvado estava armado com quatro canhões Whitworth de 70 libras raiados e carregados pela boca, montados em duas torres de canhões duplos. Ele tinha um cinturão de blindagem na linha  d'água completamente composto por ferro forjado que variava em espessura de 114 milímetros a meia nau até 76 milímetros nas extremidades. A torre do canhão também foi protegida por 114 milímetros de blindagem.

## Histórico
O monitor foi construído no estaleiro L'Ocean na França, tendo seu batimento de quilha em 1864 e lançamento em 1865. O navio de guerra foi originalmente construído para a marinha paraguaia, que já o tinha batizado de Nêmesis. No entanto, através de manobras políticas, o governo brasileiro conseguiu comprar o navio. No dia 25 de agosto de 1866, aportou em Recife, no Brasil. Logo após sua chegada no Rio de Janeiro, foi oficialmente incorporado à Armada e recebeu o nome de Silvado em homenagem ao 1.º Tenente Américo Brasílio Silvado, morto a bordo do encouraçado Rio de Janeiro, do qual era comandante, na batalha de Curuzu. Na ocasião, seu encouraçado foi atingido por um torpedo inimigo na data de 2 de setembro de 1866.

### Serviço

#### Curupaiti
Em 1867, durante a Guerra do Paraguai, o Silvado participou de ações contra o Forte de Curupaiti e Lagoa Pires. Nessa ocasião, seu comandante, CT Manuel Antônio Vital de Oliveira, foi mortalmente ferido. Após essas operações e algumas outras realizadas por outros encouraçados, Silvado integrou-se à frota ordenada a forçar a passagem da fortaleza no dia 15 de agosto. A esquadra imperial foi organizada do seguinte modo: Comandante-chefe da operação Vice-almirante Joaquim José Inácio; à frente da esquadra estaria a 3.ª Divisão de Encouraçados, sob comando do Capitão de Fragata Joaquim Rodrigues da Costa, composta pelo Brasil, Tamandaré, Colombo, Bahia e Mariz e Barros. À retaguarda, estaria a 1.ª Divisão de Encouraçados, sob comando do Capitão de Mar e Guerra Francisco Cordeiro Torres e Alvim, composta pelo Cabral, Barroso, Herval, Silvado e Lima Barros. Para fornecer fogo de supressão aos encouraçados, estaria a divisão do Chefe de Divisão Elisiário Antônio dos Santos composta pelos navios de madeira Recife, Beberibe, Parnaíba, Iguatemi, Ipiranga, Magé, Forte de Coimbra e Pedro Afonso. Em contrapartida, os defensores paraguaios estavam organizados do seguinte modo: Comandante-chefe da Defesa de Curupaiti Coronel Paulino Alén; baterias compostas por 29 canhões, sendo um de calibre 80, chamado El Cristiano, e 28 de calibres 32 e 68; guarnição composta por 300 artilheiros apoiados pelo 4.º batalhão de 800 homens e um esquadrão de cavalaria.

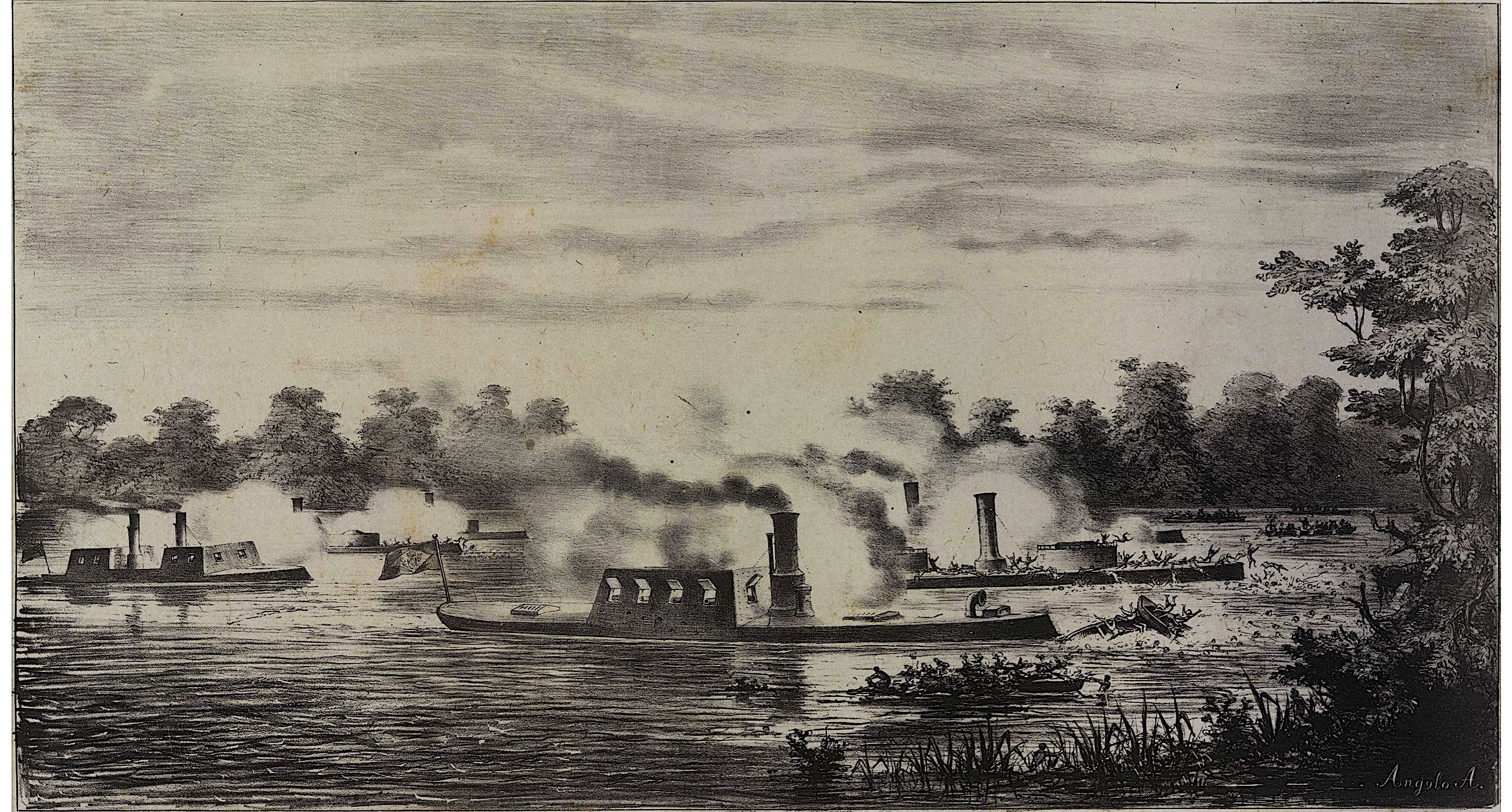
Episódio da madrugada de 2 de março. Os encouraçados Silvado, Brasil, Mariz e Barros, e Herval, metralhando os paraguaios que, protegidos pela noite, vieram em canoas para abordarem o Cabral e Lima Barros

Sob comando do capitão Macedo Coimbra, o Silvado iniciou a passagem às 6h40 do dia 15. Para total surpresa dos paraguaios, a transposição dos encouraçados imperiais ocorreu em uma passagem próxima dos seus canhões ao invés do canal mais distante, porém cheia de obstáculos. A proximidade dos navios aos canhões permitia que a fuzilaria ocorresse à queima-roupa, impactando praticamente todos os projéteis lançados por eles. Apesar disso, a esquadra imperial conseguiu efetuar a passagem sem grandes danos aos navios e com poucas baixas entre as tripulações. A transposição durou cerca de duas horas e foi acusado três mortos e 22 feridos aos brasileiros.
No ano de 1868, voltou a bombardear Curupaiti e participou das operações durante a passagem de Humaitá, compondo a mesma divisão que agiu em Curupaiti. No dia 2 de março, apoiou os encouraçados Cabral e Lima Barros quando estes estavam sendo abordados pelos paraguaios vindos à canoa. Em 21 de julho, a marinha resolveu forçar a passagem do Timbó. As defesas do forte tinham capacidade de projetar fogo em largo trecho do rio. Sob comando de Delfim Carlos de Carvalho, Bahia, Silvado, Alagoas e Piauí, realizaram a transposição e trataram de bombardear também as baterias do novo Estabelecimiento, fundeando em seguida às margens das fortificações do Taji.

#### Tebicuari

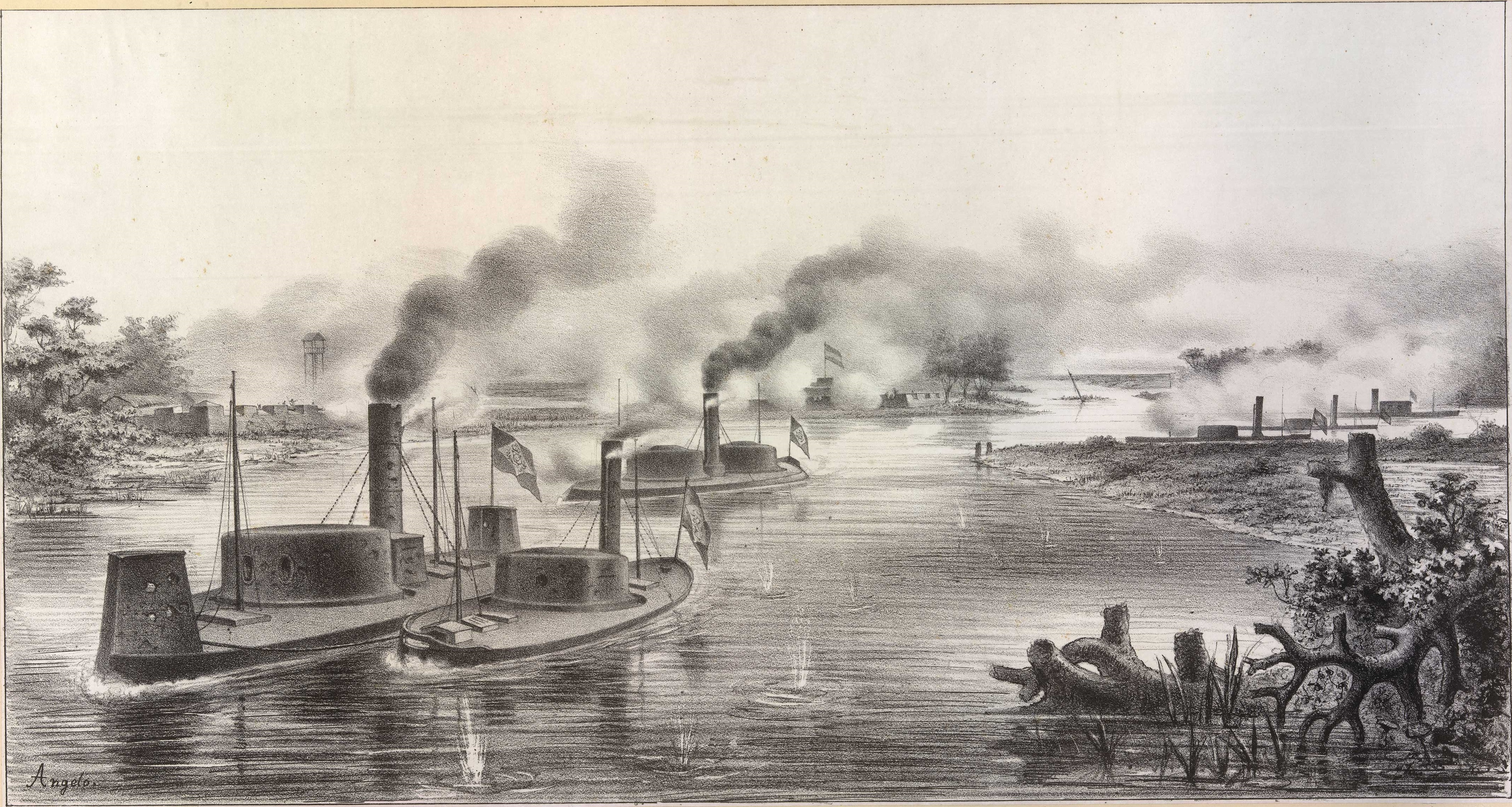
Em destaque o Bahia (à esquerda), Alagoas (à direita) e o Silvado (à retaguarda). Ilustração do primeiro enfrentamento contra as baterias de Tebiquari

Tebicuari ou Tebiquary é um rio que desagua no Rio Paraguai. Na época da guerra, os paraguaios haviam construído fortificações próximo à foz do rio para impedir a entrada de navios brasileiros e, consequentemente, impedir a tomada de vapores que lá se localizavam e do acampamento de San Fernando, que margeava o Tebiquari. As baterias dessas fortificações eram constituídas por sete canhões de oito polegadas e dois de 32 libras e, a cerca de 2 mil jardas de distância, uma barrancada com dois canhões de oito polegadas e três de 32 libras, além de dois obuseiros raiados de 32 libras com finalidade de impedir tentativas de desembarque na região.
Às 14h20 do dia 23 de julho, os encouraçados Silvado, Alagoas e Bahia, frota sob a liderança deste último, chegaram a foz do Tebiquari. No dia seguinte, as embarcações tomaram suas posições para efetuarem a passagem. O Alagoas foi atracado ao Bahia com o Silvado indo logo atrás a uma distância suficiente para que o Bahia pudesse manobrar e não ser atrapalhado caso houvesse necessidade de retroceder. Segundo o comandante Joaquim José Ignácio, esses eram os navios mais aptos para o cometimento. Os outros navios da esquadra se posicionaram na retaguarda para darem apoio de fogo aos três encouraçados.
Executando o passo, os encouraçados brasileiros foram acometidos por diversos projéteis vindos das fortificações e, assim como em Curupaití e Humaitá, os navios tiveram de atravessar o passo em marcha lenta para conseguirem contornar a volta brusca do rio, e isso forçava-lhes a avançarem perto das baterias causando-lhes diversas avarias pela demasiada proximidade dos canhões. Apesar das dificuldades, os encouraçados conseguiram atravessar essas defesas até chegarem na parte de baixo de um arroio chamado Recado que era um canal do rio Paraguai.
Nessa região, os encouraçados avistaram chaminés de dois vapores paraguaios que estavam fundeados em San Fernando, que segundo o oficial Antônio Luís von Hoonhltz, comandante do Bahia, era um imenso acampamento. O Bahia se posicionou acima do canal enquanto o Silvado abaixo. O Alagoas deveria entrar no canal, atacar os vapores e desbaratar o acampamento, porém o monitor havia sofrido uma avaria no sistema de propulsão que o impediu de realizar a missão. Ainda assim, o monitor disparou de onde estava em direção dos navios e acampamento, fazendo com que a tripulação dos vapores manobrassem seus navios a fim de desviarem das bombas que explodiam acima deles. Por fim, navegaram até que o matagal os ocultou. Ao final desse ataque, o Bahia retornou de sua posição e o Alagoas atracou a estibordo nele. Ambas as embarcações se posicionaram para retornar o passo e enfrentar novamente as baterias de Tebiquari.
O novo combate das embarcações contra as fortificações foi mais violenta do que a primeira passagem. Às 16h00 do dia 24, na mesma formação original, iniciou-se a passagem. O relato de Hoonholtz também afirma: “às 04h10min enfrentamos o reduto de cima que nos recebeu com um fogo horrível das suas baterias a queima roupa, causando-nos desta vez as mais sérias avarias e matando imediatamente o bravo e distinto prático 2º Tenente Luiz Reppeto e um dos homens do leme, ferindo a outro gravemente”. O Silvado sofreu importantes avarias no casco acima do lume da água, tendo algumas perfurações. Ao final, registraram-se três mortos e cinco feridos entre as três embarcações.

### Últimas operações e pós-guerra
Em 1 de outubro, realizou a passagem de Angostura acompanhado pelo Bahia, Barroso e Tamandaré. Em meados de maio de 1869, apoiou as operações das tropas comandadas pelo brigadeiro-general José Antônio Corrêa da Câmara, em Villa del Rosario. Após essa operação o Silvado foi dispensado, visto que os combates a partir de então ocorreriam em estreitos e sinuosos rios, completamente inadequados à navegação do monitor. Todos os encouraçados dispensados foram chamados de volta ao Rio  de Janeiro, onde passaram por extensas obras de reparo. A partir de 1873, os encouraçados foram realocados para distritos navais espalhados pela costa brasileira. O Silvado, Bahia, Brasil e Lima Barros foram enviados para o primeiro distrito, que patrulhava a fronteira do extremo sul do país até à divisa entre às províncias do Rio de Janeiro e Espírito Santo. O monitor foi aposentado em 1885.